# Ingegerd Saarinen
Ingegerd Maria Saarinen, född 13 mars 1947 i Halmstad, Hallands län, är svensk politiker (miljöpartist). Hon var ordinarie riksdagsledamot 1999–2006, invald för Västerbottens läns valkrets.
Saarinen utsågs till ny ordinarie riksdagsledamot från och med 1 januari 1999 sedan Peter Eriksson avsagt sig sitt uppdrag som riksdagsledamot. I riksdagen var hon andre vice ordförande i näringsutskottet 2002–2006 och dessförinnan ledamot i samma utskott 1999–2002. Hon var även suppleant i arbetsmarknadsutskottet, försvarsutskottet, Nordiska rådets svenska delegation, riksdagens valberedning, skatteutskottet, socialförsäkringsutskottet och trafikutskottet. Efter tiden som riksdagsledamot var hon suppleant i Riksrevisionens styrelse 2006–2010.